# NGC 4876
NGC 4876 é uma galáxia elíptica (E5) localizada na direcção da constelação de Coma Berenices. Possui uma declinação de +27° 54' 44" e uma ascensão recta de 12 horas, 59 minutos e 44,6 segundos.
A galáxia NGC 4876 foi descoberta em 16 de Maio de 1885 por Guillaume Bigourdan.